# Mask Girl
Mask Girl (koreanischer Originaltitel: 마스크걸 Ma-seu-keu-geol) ist eine südkoreanische Serie, basierend auf dem gleichnamigen Webtoon von Mae Mi. Die Serie wurde am 18. August 2023 weltweit auf Netflix veröffentlicht.

## Handlung
Kim Mo-mi, eine einfache Büroangestellte mit Minderwertigkeitsgefühlen bezüglich ihres Aussehens, streamt nachts als sogenannte BJ (Broadcast Jockey) maskiert unter dem Namen Mask Girl und erfreut sich großer Beliebtheit. Doch nach einem unvorhergesehenen und tragischen Ereignis wird ihr Leben völlig auf den Kopf gestellt, und Kim Mo-mi begibt sich auf einen blutigen Pfad. 

## Besetzung und Synchronisation
Die deutschsprachige Synchronisation entstand nach den Dialogbüchern von Martin Halm und Felix Strüven sowie unter der Dialogregie von Cosima Wolter durch die Synchronfirma FFS Film- & Fernseh-Synchron in München.
| Rolle                                       | Schauspieler   | Synchronsprecher    |
| ------------------------------------------- | -------------- | ------------------- |
| Kim Mo-mi                                   | Go Hyun-jung   | Maren Rainer        |
| Kim Mo-mi (nach dem chirurgischen Eingriff) | Nana           | Maren Rainer        |
| Kim Mo-mi (als Mask Girl)                   | Lee Han-byeol  | Maren Rainer        |
| Ju Oh-nam                                   | Ahn Jae-hong   | Martin Halm         |
| Kim Kyung-ja                                | Yeom Hye-ran   | Dorothea Anzinger   |
| Yu Sang-sun                                 | Kim Ga-hee     | Leslie-Vanessa Lill |
| Kim Mi-mo                                   | Shin Ye-seo    | Melanie Olbert      |
| Kim Mi-mo (Kind)                            | Kim Ha-neul    | Zoe Durakovic       |
| Kim Chun-ae                                 | Han Jae-yi     | Laura Jenni         |
| Park Gi-hun                                 | Daniel Choi    | Gregor Schleuning   |
| Choi Bu-yong                                | Lee Jun-young  | Benjamin Weygand    |
| Kim Ye-chun                                 | Kim Min-seo    | Alina Abgarjan      |
| Sim Young-hee                               | Moon Sook      | Ulla Wagener        |
| An Eun-suk                                  | Lee Soo-mi     | Dana Geissler       |
| Oh Ae-ja                                    | Lee Sun-hee    | Sonja Reichelt      |
| Mutter von Kim Ye-chun                      | Yoon Sa-bong   | Katharina Friedl    |
| Senior Manager Kim                          | Jang Won-young | Paul Sedlmeir       |
| Gutaussehender Mönch                        | Park Keun-rok  | Benjamin Mereis     |

## Episodenliste
| Nr.                                                                         | Deutscher Titel | Originaltitel |
| --------------------------------------------------------------------------- | --------------- | ------------- |
| 1                                                                           | Kim Mo-mi       | 김모미        |
| 2                                                                           | Ju Oh-nam       | 주오남        |
| 3                                                                           | Kim Kyung-ja    | 김경자        |
| 4                                                                           | Kim Chun-ae     | 김춘애        |
| 5                                                                           | Kim Mi-mo       | 김미모        |
| 6                                                                           | Kim Mo-mi       | 김모미        |
| 7                                                                           | Mo-mi und Mi-mo | 모미와 미모   |
| Am 18. August 2023 wurden alle Folgen der Serie bei Netflix veröffentlicht. |                 |               |